# Spoorlijn Hagen - Ennepetal-Altenvoerde
De spoorlijn Hagen - Ennepetal-Altenvoerde is een Duitse spoorlijn en is als spoorlijn 2816 onder beheer van DB Netze.

## Geschiedenis
Het gedeelte tussen Hagen en Gevelsberg-Haufe werd door de Bergisch-Märkische Eisenbahn-Gesellschaft geopend op 1 mei 1876. Op 1 september 1882 werd het traject tussen Gevelsberg-Haufe en Ennepetal-Altenvoerde geopend. De lijn liep parallel aan de spoorlijn Hagen Hauptbahnhof - Hagen-Heubing tot aan de aansluiting Kückelhausen. In 1984 is het gedeelte tussen Hagen en Harkorten gesloten en een nieuwe aansluiting gerealiseerd bij Hagen-Haspe aan de spoorlijn Aken - Kassel. Nadat in 2013 de spoorlijn aansluiting Weidestraße - Hagen-Kückelhausen werd gesloten is het gedeelte tussen de aansluiting Kückelhausen en Hagen-Kückelhausen opnieuw aangelegd.

## Treindiensten
De lijn is alleen in gebruik voor goederenvervoer en als museumlijn.

## Aansluitingen
In de volgende plaatsen is of was er een aansluiting op de volgende spoorlijnen:
Hagen Hauptbahnhof
DB 26, spoorlijn tussen Hagen Hauptbahnhof en Hagen-Eckesey
DB 2400, spoorlijn tussen Düsseldorf en Hagen
DB 2550, spoorlijn tussen Aken en Kassel
DB 2800, spoorlijn tussen Hagen en Haiger
DB 2801, spoorlijn tussen Hagen en Dortmund
DB 2804, spoorlijn tussen Hagen Hauptbahnhof en Hagen-Heubing
DB 2810, spoorlijn tussen Hagen en Dieringhausen
DB 2819, spoorlijn tussen Hagen en Hagen-Oberhagen
aansluiting Kückelhausen
DB 2804, spoorlijn tussen Hagen Hauptbahnhof en Hagen-Heubing
Hagen-Kückelhausen
DB 2805 , spoorlijn tussen de aansluiting Weidestraße en Hagen-Kückelhausen
Hagen-Haspe
DB 2550, spoorlijn tussen Aken en Kassel

## Galerij

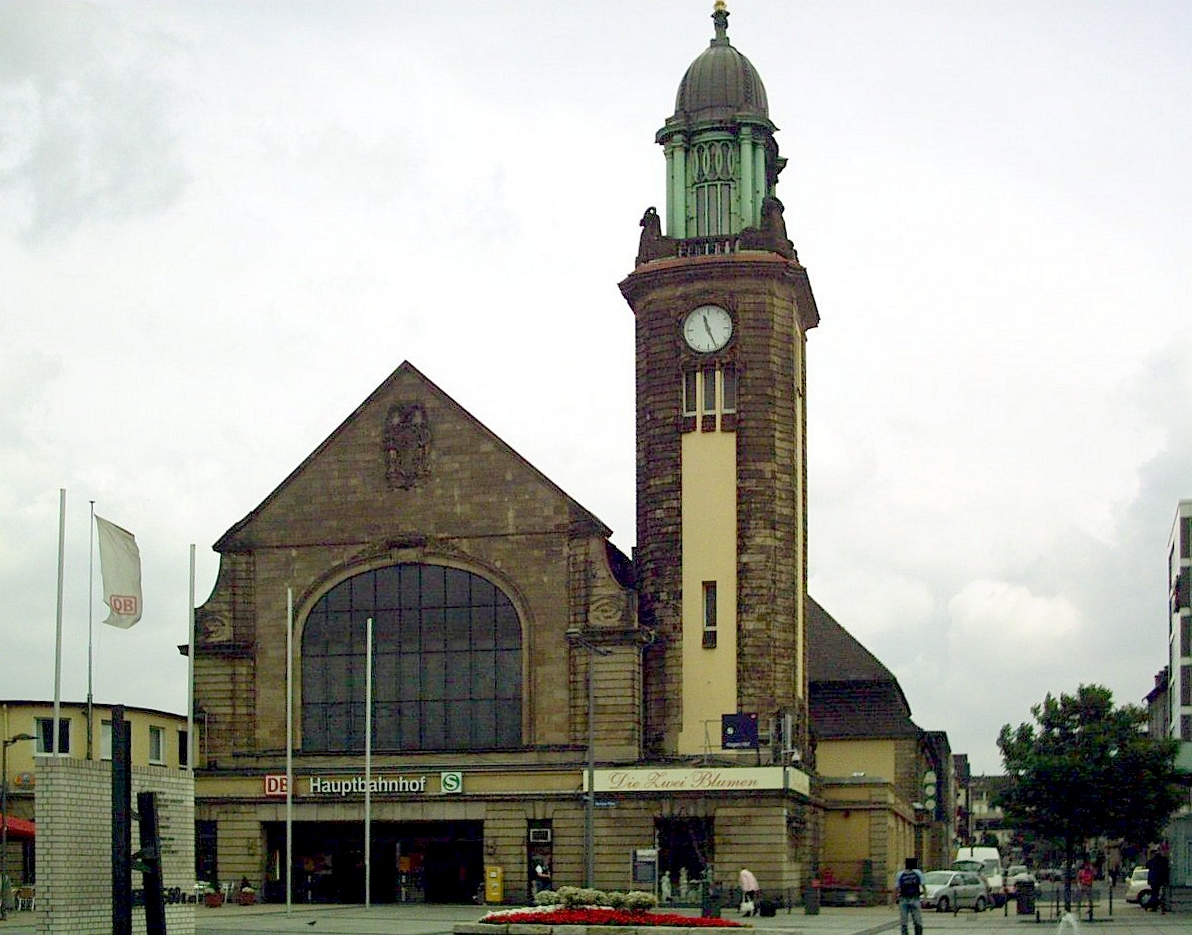
Hagen Hauptbahnhof
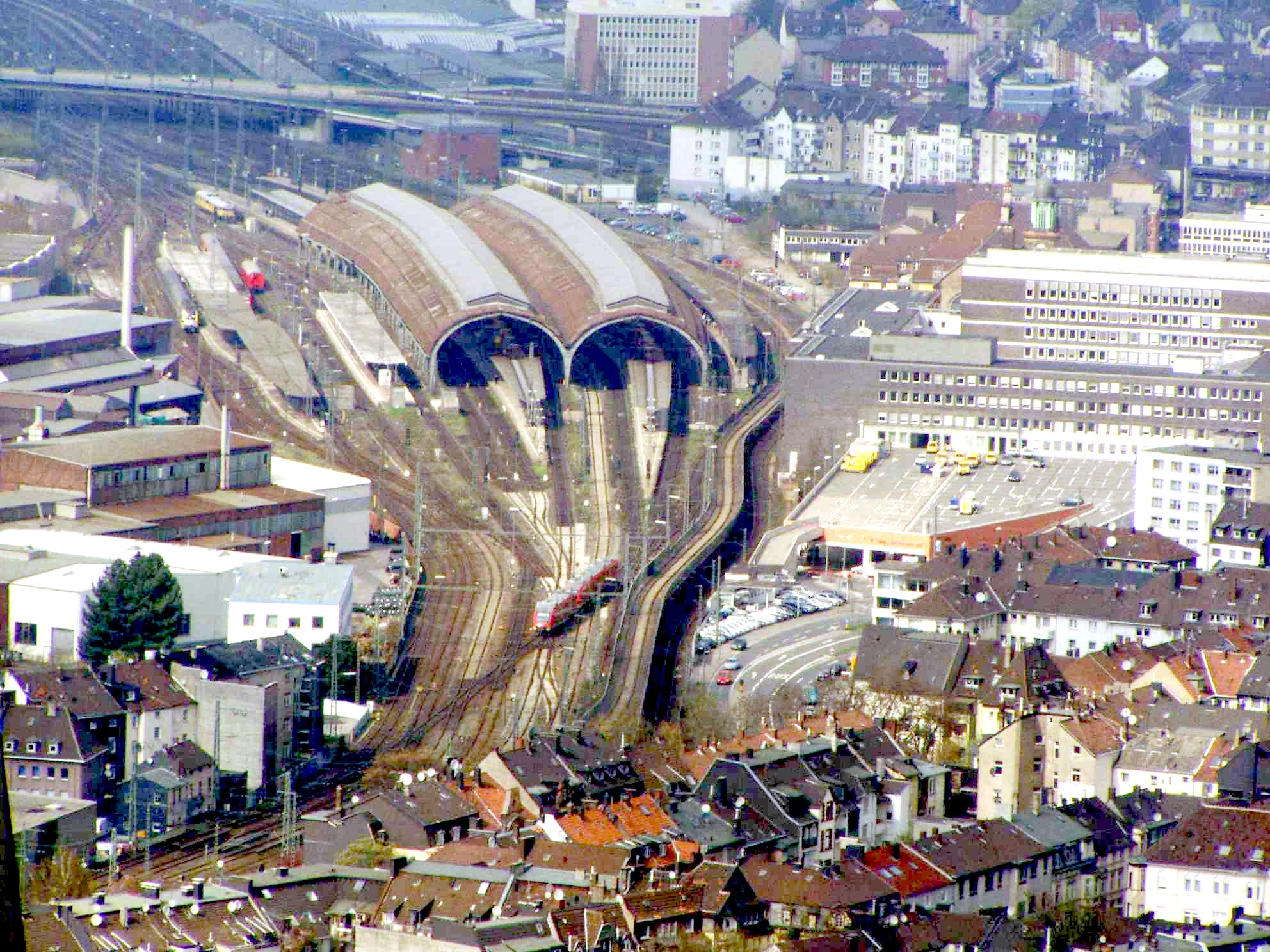
Hagen Hauptbahnhof
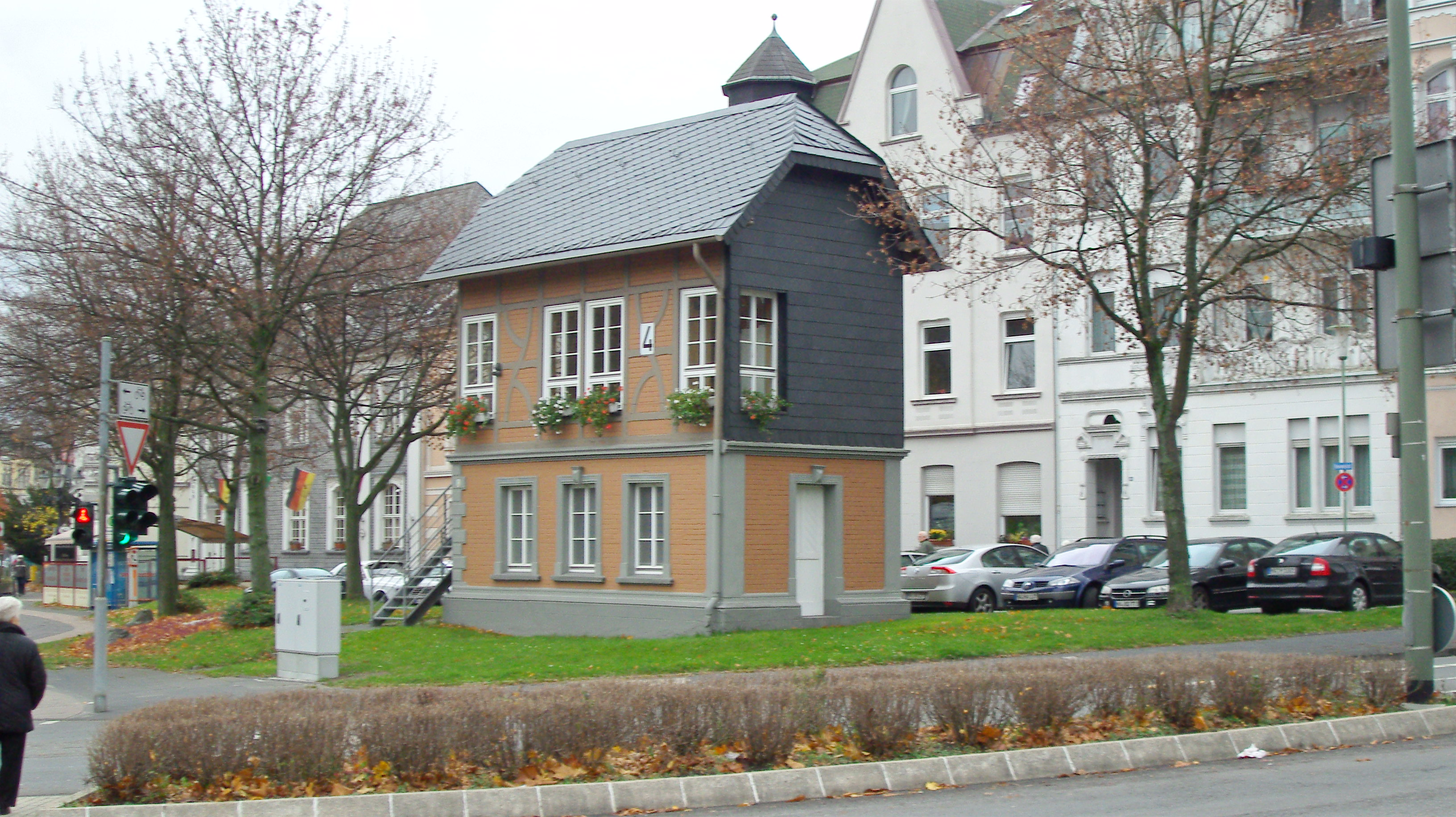
Post 4, voormalig stelwerk Hko (Station Harkorten)
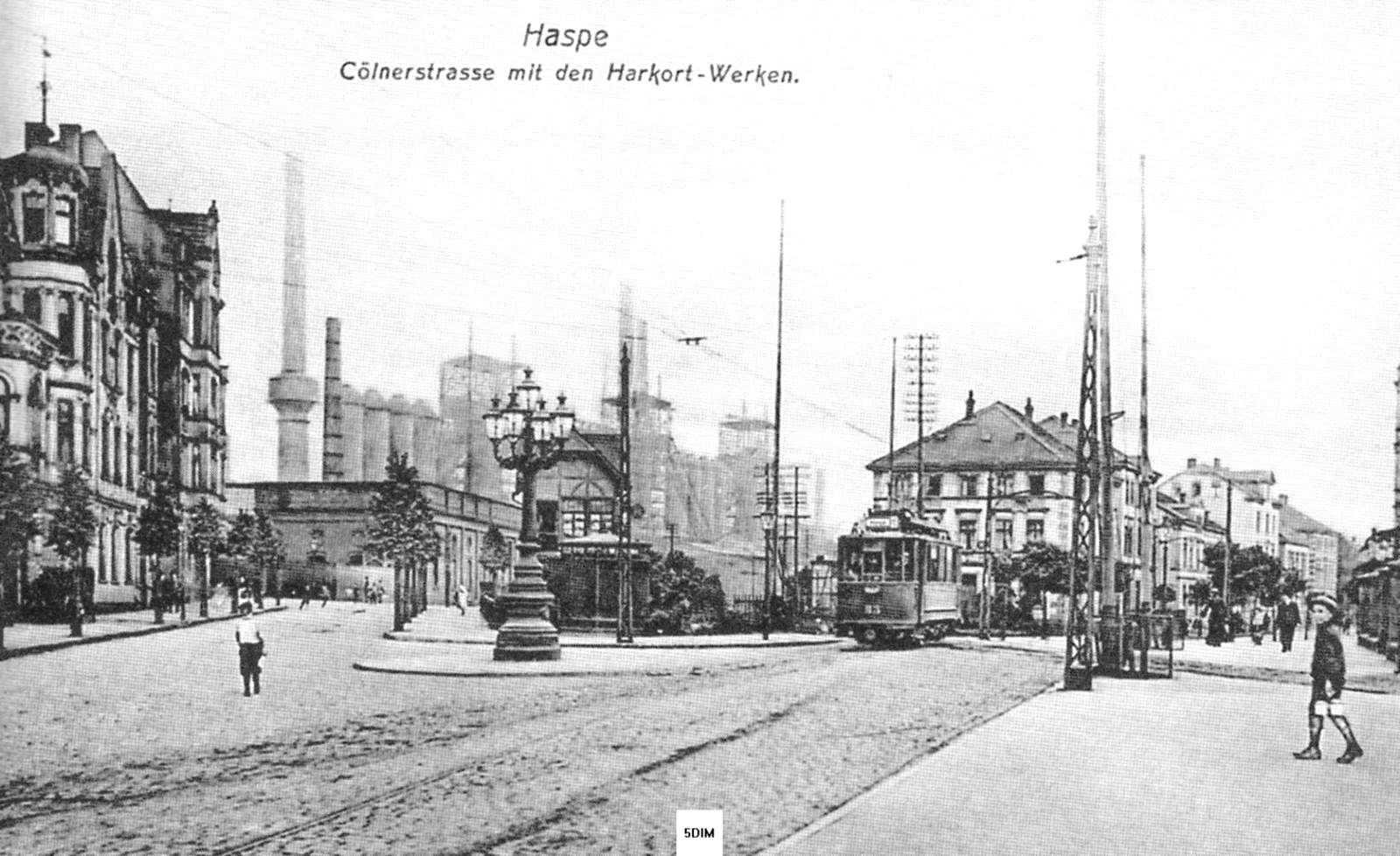
Station Niederhaspe rond 1910
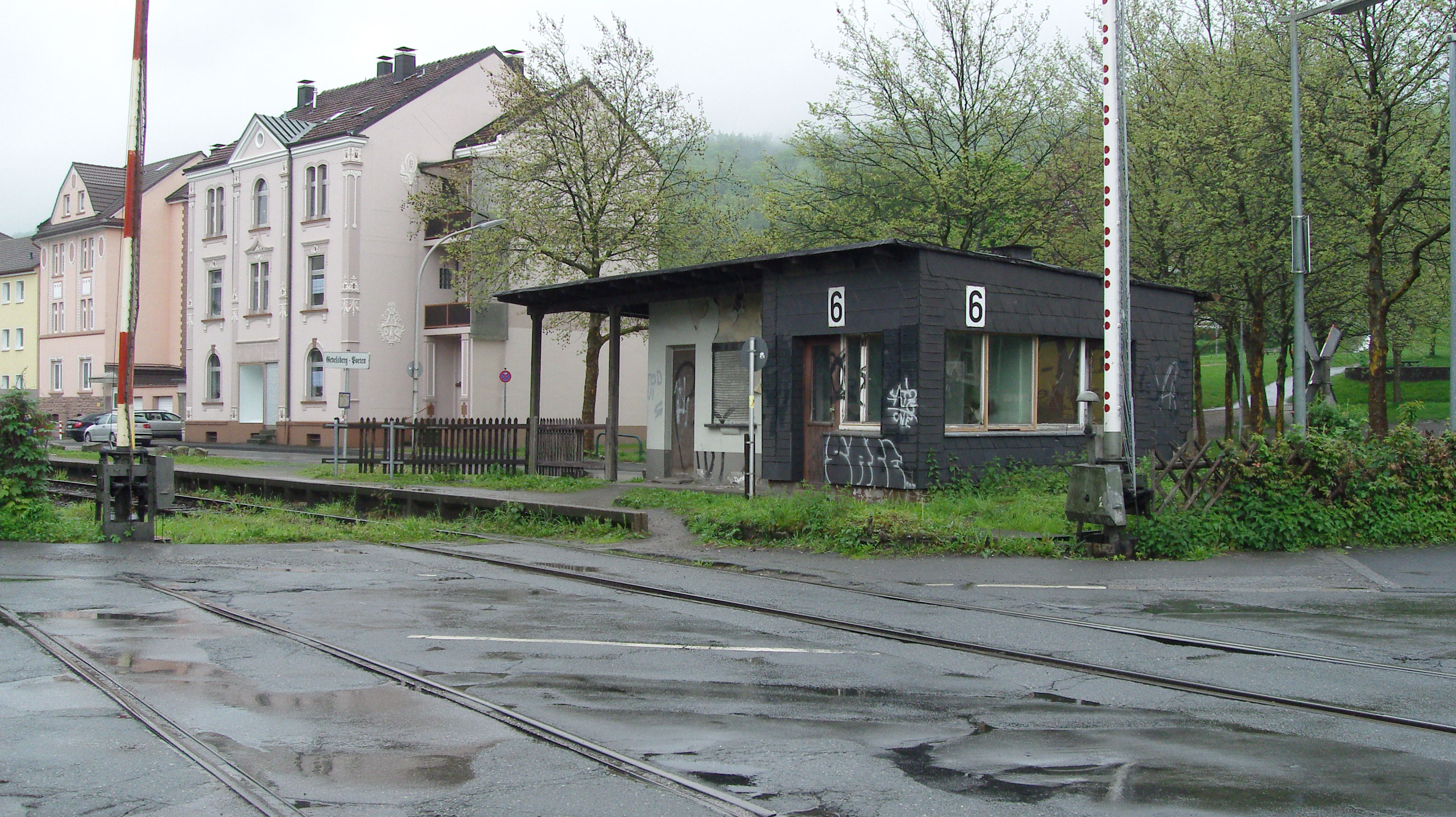
Post 6 en halte Gevelsberg-Poeten
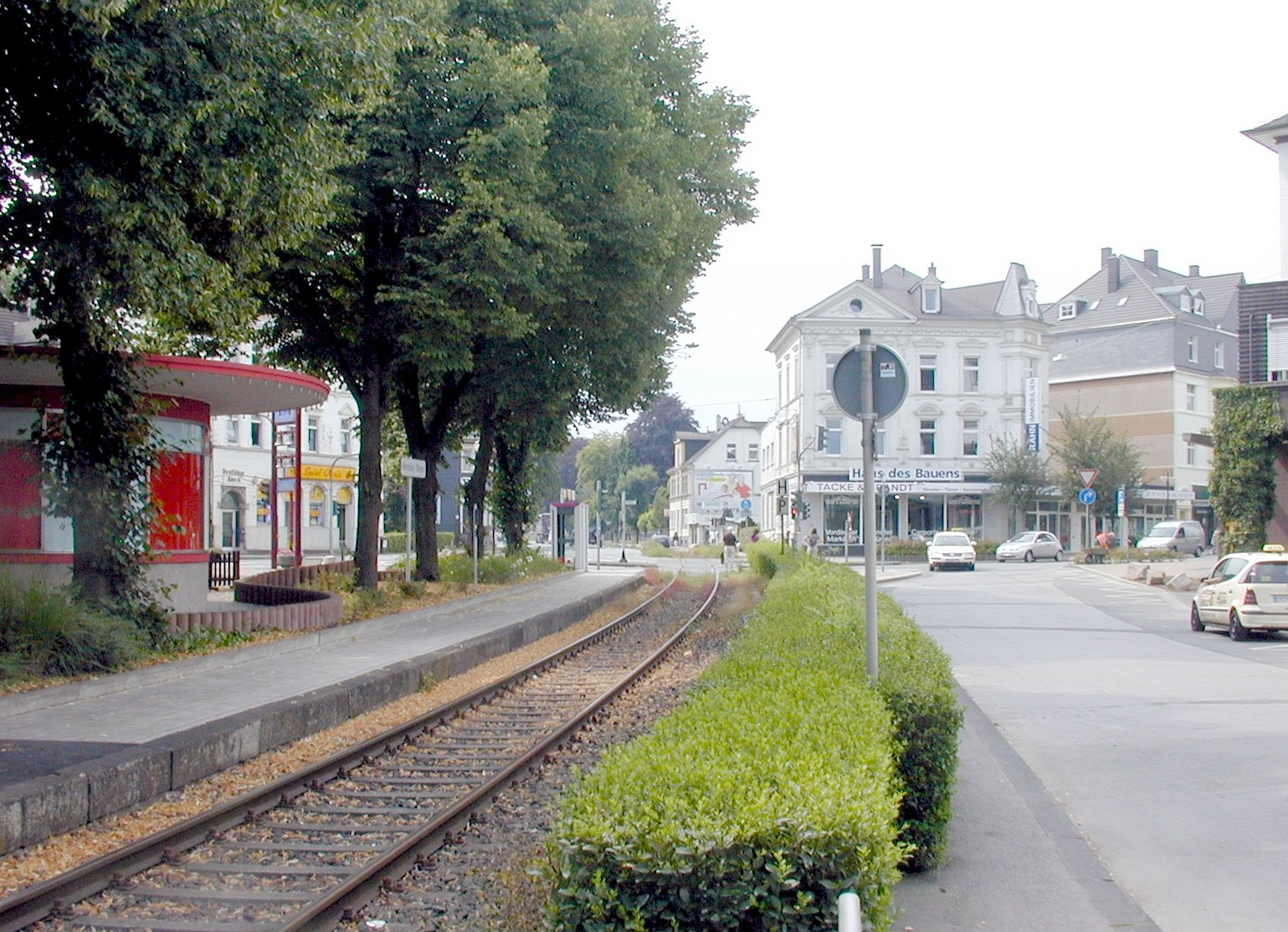
Halte Gevelsberg-Nirgena